# Sfumato

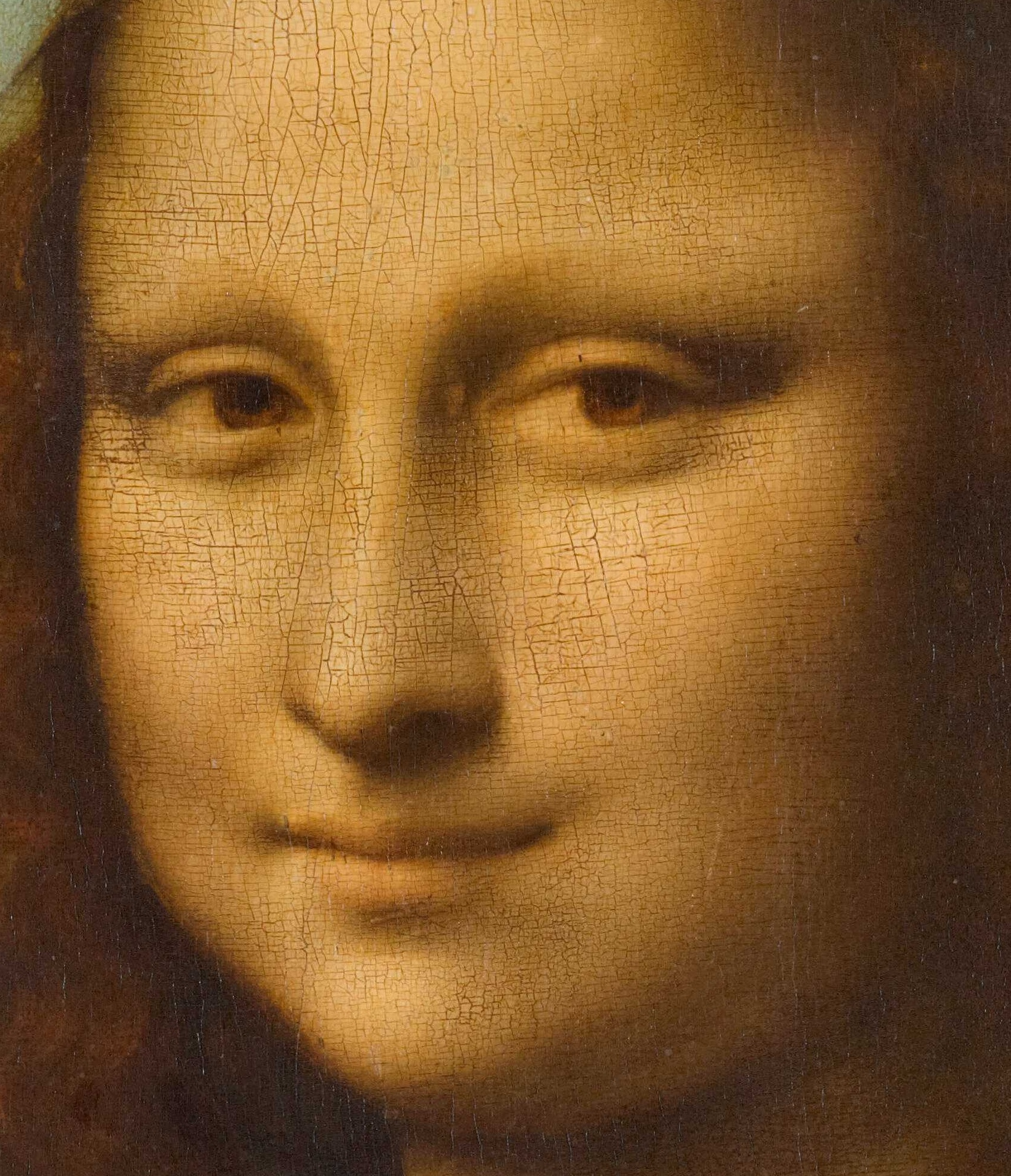
Użycie sfumato na obrazie Mona Lisa

Sfumato (termin wywodzący się z włoskiego słowa fumo, oznaczającego dym) – w malarstwie olejnym łagodne przejścia z partii ciemnych do jasnych, dające mgliste, "miękkie" efekty kolorystyczne. Technika ta wykorzystywana była szczególnie przez Rafaela Santi oraz Leonarda da Vinci i jego szkołę; w Polsce m.in. Daniela Schultza, Jacka Mierzejewskiego i Iwo Birkenmajera. Sfumato jest to zacieranie wyrazistości konturu dzięki łagodnym przejściom światłocieniowym - daje wrażenie oglądania obiektu przez mgłę lub dym.
Leonardo da Vinci eksperymentował z techniką sfumato rozpościerając nad dziedzińcem płachtę materiału, która rozpraszała słoneczne światło, zalecał też swoim uczniom pracę nie w pełnym słońcu.
Przykładem użycia tej techniki jest obraz Leonarda da Vinci św. Jan Chrzciciel oraz Mona Lisa.
Sfumato było charakterystyczną techniką dla okresu renesansu (od połowy XIV do końca XVI wieku).